# Change (альбом Ванесси Аморозі)
«Change» (англ. Переміна) — другий студійний альбом австралійської співачки Ванесси Аморозі. В Німеччині вийшов 18 листопада 2002. В Австралії альбом не вийшов по нерозкритих публіці причинах, хоча первинно вихід CD був анонсований музичним лейблом.

## Список пісень
1. «One Thing Leads to Another» (3:16)
2. «Turning Up the Heat» (3:09)
3. «Spin» (3:02)
4. «Dream» (3:45)
5. «Change» (3:22)
6. «Lifted Up» (3:22)
7. «Back in Love» (3:44)
8. «Who's Lovin' You» (3:44)
9. «True to Yourself» (3:41)
10. «Follow Me» (3:29)
11. «Bitter Twist» (3:45)
12. «Sometimes Happiness» (4:57)

## Чарт
| Чарт (2002)         | Місце |
| ------------------- | ----- |
| German Albums Chart | 64    |